# الدوري البلغاري الممتاز 1968-69
الدوري البلغاري الممتاز 1968-69 (بالبلغارية: „А“ група 1968/69)‏ هو الموسم 45 من الدوري البلغاري الممتاز. أشرف على تنظيمه اتحاد بلغاريا لكرة القدم، وكان عدد الأندية المشاركة فيه 16، وفاز فيه سسكا صوفيا.